# فلتسن
فلتسن (به لهستانی:  Felcyn) یک روستا در لهستان است که در گمینا لوتوچین واقع شده‌است.